# Основание церкви Санта-Мария-Маджоре
«Основание церкви Санта-Мария-Маджоре» (итал. Fondazione di Santa Maria Maggiore) — картина Мазолино, написанная им между 1423 и 1428 годами и хранящаяся в собрании национального музея Каподимонте в Неаполе. Центральный образ левой части алтаря Колонна (итал. Pala di Colonna). Другой центральный образ только правой части алтаря, «Вознесение Пресвятой Девы», также находится в собрании музея Каподимонте.

## История
Датировка создания и авторство алтарного образа, как и самого главного алтаря базилики Санта-Мария-Маджоре, остаётся спорной. Наиболее вероятное предположение, что алтарь является совместной работой Мазолино и Мазаччо. Кисти последнего принадлежит алтарный образ «Святые Иероним и Иоанн Креститель», написанный им перед смертью и датируемый началом 1428 года, в то время, как другие алтарные образы, по мнению Джона Спайка, были созданы живописцем с 1423 года. Известно, что Мазаччо начал работу над алтарём Колонна в год юбилея во время понтификата Папы Мартина V. Таким образом, «Основание церкви Санта-Мария-Маджоре» стало первой совместной работой двух живописцев, предварив их сотрудничество в создании фресок в капелле Бранкаччи и образа «Богоматери с Младенцем и святой Анной». По некоторым данным, «Основание церкви Санта-Мария-Маджоре» было полностью написано Мазолино, а Мазаччо лишь включил образ в алтарь, работу над которым завершил Мазолино уже после его смерти.
Кардинал Оддоне Колонна, занявший в 1417 году Святой Престол под именем Папы Мартина V сумел преодолеть Великий западный раскол. В 1419—1420 годах он пребывал во Флоренции, надеясь вернуться в Рим, как только там восстановится порядок. Вероятно во Флоренции Папа познакомился, с работавшими в городе, живописцами — Джентиле да Фабриано, Арканджело ди Кола, Лоренцо Гиберти и Мазолино. По возвращении в Рим, Мартин V начал проект по восстановлению былой славы вечного города, и в 1423 году провозгласил юбилей. Кажется, именно на эту дату намекают некоторые иконографические детали алтаря.
Алтарь Колонна до середины XVI века был перенесён в небольшую часовню возле ризницы (капелла Колонна), где его нашли Джорджо Вазари и Микеланджело. Вероятно, они увидели только часть алтаря, почему и приписали его авторство полностью Мазаччо, проигнорировав участие Мазолино.
В 1653 году алтарь Колонна был снова перенесён, теперь в палаццо Фарнезе. Тогда же он был разделён панелями на шесть отдельных картин, которые были перечислены в описи как произведения Фра Анжелико. Позднее картины оказались у разных владельцев, периодически появляясь на рынке антиквариата, пока не попали в собрания нескольких музеев. Центральные алтарные образы, считающиеся специалистами наиболее ценными частями алтаря, через наследие рода Фарнезе попали в Неаполь, стали частью галереи Фарнезе и экспонируется в зале 5 в музее Каподимонте.

## Сюжет и стиль
Сюжет алтарного образа повествует о чудесном событии, связанном с основанием базилики Санта-Мария-Маджоре в Риме. По преданию, во время жаркого августа 358 года за одну ночь, вдруг, начался снегопад, который очертил контур базилики на холме Эсквилин. На это место Пресвятая Дева Мария указала во сне некоему патрицию Иоанну и его жене, как на место, на котором и должен быть возведён храм в Её честь.  Папа Либерий выполнил пожелание Богоматери. Он изображён на переднем плане в тиаре и с мотыгой в руках, обводящим контур апсиды будущей базилики, которую можно увидеть выделенной на земле снегом. По словам Джорджо Вазари, изображение Папы Либерия является портретом Папы Мартина V, рядом с которым изображён император Сигизмунд.
Вокруг Папы изображены многочисленные горожане, а по бокам несколько зданий в перспективе. Даже облака, из которых падает снег, кажется, хотят воссоздать в верхней части упрощенною перспективу. Выше, в люнете, в круге изображены Христос и Богоматерь, сотворившие это чудо.